# Соэдзима, Хироси
Хироси Соэдзима (яп. 副島 博志 Соэдзима Хироси, род. 26 июля 1959 года) — японский футболист и тренер. Выступал за национальную сборную.

## Клубная карьера
На протяжении своей футбольной карьеры выступал за клубы «Янмар Дизель» и «Сумитомо Киндзоку». К «Янмар Дизель» Соэдзима присоединился в 1978 году после окончания средней школы. Он провел два сезона в резерве команды, прежде чем выйти на поле в основном составе в 1980 году. В том сезоне клуб выиграл чемпионат Японии, а Соэдзима был включен в символическую сборную лиги. В 1983 и 1984 годах в составе команды становился обладателем Кубка Императора. В 1991 году он перешел «Сумитомо Киндзоку», выступавшем в дивизионе 2, где провел один сезон, после этого завершив игровую карьеру.

## Карьера в сборной
В 1980 году сыграл за национальную сборную Японии 3 матча. Его дебют пришелся на 9 июня 1980 года в игре против Гонконга. Все игры за сборную он провел на международном турнире в Гуанчжоу.

## Тренерская карьера
После окончания игровой карьеры, Соэдзима начал тренерскую работу в своем последнем клубе «Сумитомо Киндзоку» в 1992 году. В 1996 году он успел поработать с командой высшего дивизиона «Гамба Осака». В 1998 году вернулся в «Янмар Дизель», тогда уже сменившем название на «Сересо Осака», где через пару лет стал главным тренером. В его дебютном сезоне команда активно провела первый круг и занимала по его итогам второе место, но вторая половина была менее удачной, и к концу чемпионата клуб пришел лишь пятым. Реабилитироваться в следующем сезоне также не получилось, «Сересо Осака» после 15 туров занимала 14-ю строчку в чемпионате, поэтому в августе 2001 года Соэдзима был уволен. Но команде это не помогло — она заняла последнее место и вылетела из высшего дивизиона страны. В 2002 году он тренировал «Саган Тосу», выступавшем в дивизионе 2, в 2003-м — «Виссел Кобе» из высшего дивизиона, но больших успехов клубы под его руководством не добились. В 2005 году Соэдзима вернулся в «Сересо Осака», где тренировал молодежную команду до 2008 года. После этого был тренером в клубе «Каталле Тояма». В 2010 году он возглавил «Зеспакусацу Гумма» и руководил командой до 2012 года. А в 2015 году Соэдзима переехал в Таиланд, где стал главным тренером «Ayutthaya».

## Статистика

### В клубе
| Выступления за клуб | Выступления за клуб | Выступления за клуб          | Лига  | Лига | Кубок            | Кубок            | Кубок лиги | Кубок лиги | Итого | Итого |
| Сезон               | Клуб                | Лига                         | Матчи | Голы | Матчи            | Голы             | Матчи      | Голы       | Матчи | Голы  |
| Япония              | Япония              | Япония                       | Лига  | Лига | Кубок Императора | Кубок Императора | Кубок лиги | Кубок лиги | Итого | Итого |
| ------------------- | ------------------- | ---------------------------- | ----- | ---- | ---------------- | ---------------- | ---------- | ---------- | ----- | ----- |
| 1980                | Янмар Дизель        | Чемпионат Японии. Дивизион 1 |       |      |                  |                  |            |            |       |       |
| 1981                | Янмар Дизель        | Чемпионат Японии. Дивизион 1 |       |      |                  |                  |            |            |       |       |
| 1982                | Янмар Дизель        | Чемпионат Японии. Дивизион 1 |       |      |                  |                  |            |            |       |       |
| 1983                | Янмар Дизель        | Чемпионат Японии. Дивизион 1 |       |      |                  |                  |            |            |       |       |
| 1984                | Янмар Дизель        | Чемпионат Японии. Дивизион 1 |       |      |                  |                  |            |            |       |       |
| 1985/86             | Янмар Дизель        | Чемпионат Японии. Дивизион 1 |       |      |                  |                  |            |            |       |       |
| 1986/87             | Янмар Дизель        | Чемпионат Японии. Дивизион 1 |       |      |                  |                  |            |            |       |       |
| 1987/88             | Янмар Дизель        | Чемпионат Японии. Дивизион 1 |       |      |                  |                  |            |            |       |       |
| 1988/89             | Янмар Дизель        | Чемпионат Японии. Дивизион 1 |       |      |                  |                  |            |            |       |       |
| 1989/90             | Янмар Дизель        | Чемпионат Японии. Дивизион 1 | 11    | 0    |                  |                  | 1          | 0          | 12    | 0     |
| 1990/91             | Янмар Дизель        | Чемпионат Японии. Дивизион 1 | 7     | 0    |                  |                  | 0          | 0          | 7     | 0     |
| 1991/92             | Сумитомо Киндзоку   | Чемпионат Японии. Дивизион 2 | 15    | 0    |                  |                  | 2          | 0          | 17    | 0     |
| Итого               | Итого               | Итого                        | 33    | 0    | 0                | 0                | 3          | 0          | 36    | 0     |

### В сборной
| Сборная Японии | Сборная Японии | Сборная Японии |
| Год            | Матчи          | Голы           |
| -------------- | -------------- | -------------- |
| 1980           | 3              | 0              |
| Итого          | 3              | 0              |

### Тренерская статистика
| Команда           | Страна | С     | До    | Статистика | Статистика | Статистика | Статистика | Статистика |
| Команда           | Страна | С     | До    | И          | В          | П          | Н          | Побед %    |
| ----------------- | ------ | ----- | ----- | ---------- | ---------- | ---------- | ---------- | ---------- |
| Сересо Осака      | Япония | 2000  | 2001  | 47         | 20         | 2          | 25         | 42.55      |
| Саган Тосу        | Япония | 2002  | 2002  | 44         | 9          | 14         | 21         | 20.45      |
| Виссел Кобе       | Япония | 2003  | 2003  | 30         | 8          | 6          | 16         | 26.67      |
| Зеспакусацу Гумма | Япония | 2010  | 2012  | 116        | 42         | 26         | 48         | 36.21      |
| Всего             | Всего  | Всего | Всего | 237        | 79         | 48         | 110        | 33.33      |

## Достижения

### Командные
«Янмар Дизель»
- Чемпион Первого дивизиона японской футбольной лиги: 1980

### Индивидуальные
- Включён в символическую сборную Первого дивизиона японской футбольной лиги: 1980